# Solar A/S
 For alternative betydninger, se Solar.
Solar A/S er en international dansk sourcing- og servicevirksomhed indenfor el, vvs, industri, ventilation samt klima- og energiløsninger. Virksomheden har hovedkvarter i Vejen med afdelinger i Danmark, Norge, Sverige, Nederlandene og Polen. I alt har de over 3.000 ansatte, hvoraf der er 900 i Danmark. Selskabet er noteret på Nasdaq Copenhagen. 
I 2023 havde Solar en årsomsætning på 13 mia. danske kroner.